# Chapelle Sainte-Marie de Saulces-Monclin
La chapelle Sainte-Marie est une chapelle située à Saulces-Monclin, en France.

## Localisation
La chapelle est située sur la commune de Saulces-Monclin, dans le département français des Ardennes.

## Historique
L'édifice est inscrit au titre des monuments historiques en 1984.